# Dudana Masmanischwili

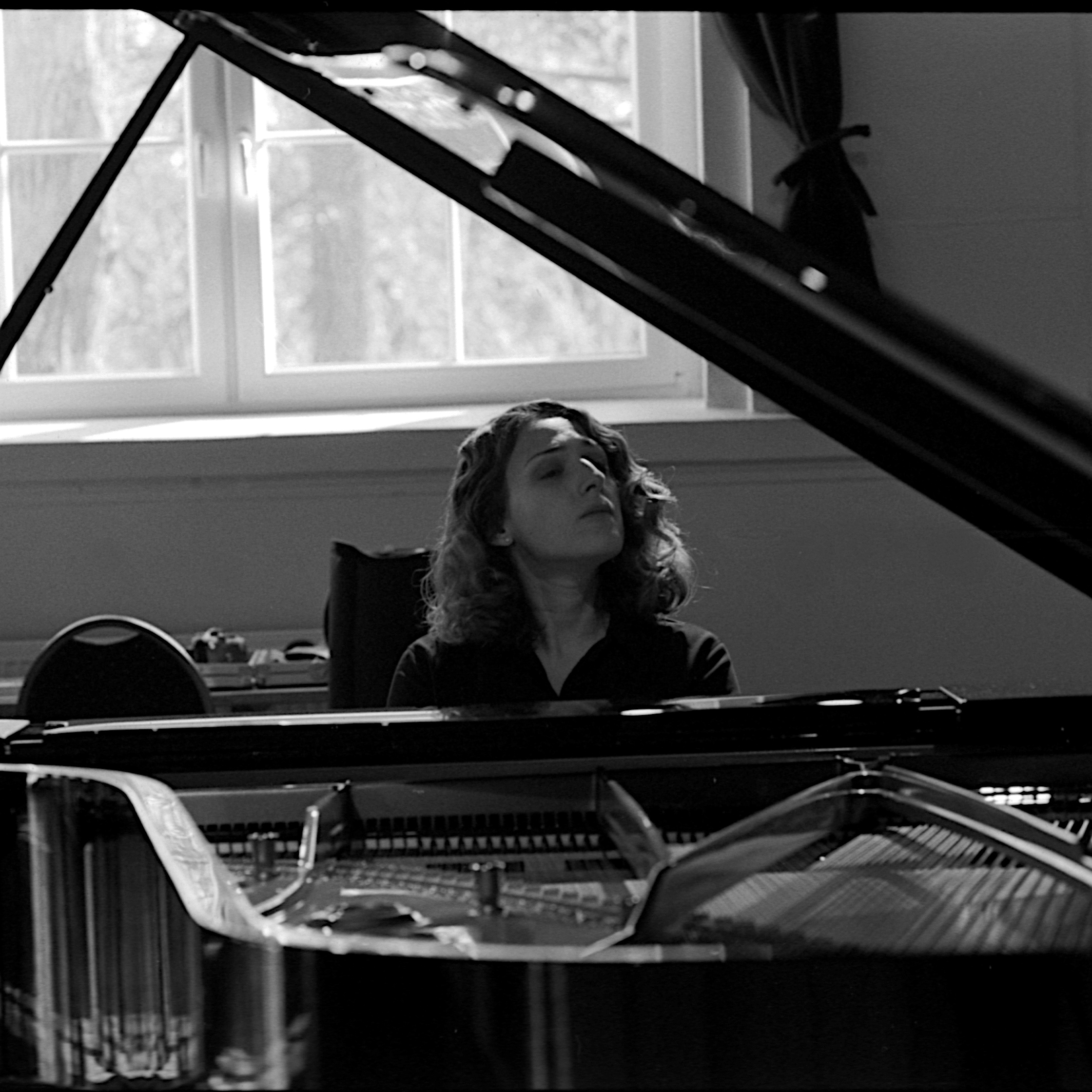
Dudana Masmanischwili (2017)

Dudana Masmanischwili (englische Transkription Dudana Mazmanishvili, * 1980 in Tiflis) ist eine georgische Pianistin.

## Leben und Wirken
Mamanischwili erhielt im Alter von drei Jahren ihren ersten Klavierunterricht bei ihrer Mutter, der Pianistin Tamar Apakidse. Mit acht Jahren gab sie ihr Debüt mit dem Georgischen Staatsorchester. Sie studierte ab 1998 bei Elisso Wirsaladse an der Musikhochschule München, prägende Impulse erhielt sie 2005 von Jerome Rose in New York. Masmanischwili war Preisträgerin bei der Washington International Piano Competition (2005), beim Concours Nikolaï Rubinstein Paris, beim Nadia Reisenberg Award N.Y. (2006) und beim August-Everding-Wettbewerb München. 2007 erreichte sie den sechsten Platz beim Busoni-Wettbewerb in Bozen (2007).
Im Jahr 2006 debütierte sie in der Carnegie Hall und wurde 2007 in der Fachzeitschrift Musical America zum „Rising Star of the Year“ gewählt. Sie konzertierte in zahlreichen bedeutenden Konzertsälen, zum Beispiel in der Münchner Residenz, im Berliner Konzerthaus, in der Salle Cortot in Paris und im Wiener Musikverein. Gemeinsam mit dem New Jersey Symphony Orchestra unter der Leitung von Jacques Lacombe absolvierte sie eine Tournee durch die Vereinigten Staaten. Im Jahr 2015 spielte sie beim Klavier-Festival Ruhr, 2017 trat sie mit Beethovens Klavierkonzert Nr. 3, begleitet vom Tbilisi Symphony Orchestra unter der Leitung von Vakhtang Kakhidze, in der Berliner Philharmonie auf.
Von 2013 bis 2018 war sie als Kulturattaché der georgischen Botschaft in Berlin tätig.

## Diskografie
- CD mit Werken von Bach, Busoni, Liszt und Rachmaninow bei Oehms Classics, die von Radio Bayern 4 zur CD des Monats gewählt wurde (2006)
- Album mit Werken von Robert Schumann und Rewas Lagidse (Cugate Classics; 2017)